# Regering-Demotte III
De regering-Demotte III (22 juli 2014 - 17 september 2019) was een Franse Gemeenschapsregering, onder leiding van Rudy Demotte. De regering bestond uit de twee partijen: PS (36 zetels) en cdH (16 zetels). De regering volgde de regering-Demotte II op, na de verkiezingen van 25 mei 2014 en werd opgevolgd door de regering-Jeholet, die gevormd werd na de verkiezingen van 26 mei 2019.
Minister-president Demotte bekleedde niet tegelijk dezelfde functie in de Waalse Regering, wat tijdens de vorige legislaturen wel het geval was. In de plaats was er de regering-Magnette op Waals niveau. Op 19 juni 2017 zegde cdH het vertrouwen in deze regering op als gevolg van de verscheidende schandalen binnen de PS. Uiteindelijk bleef cdH Demotte III echter steunen, nadat DéFI zich niet bereid had getoond een alternatieve meerderheid zonder PS op te zetten.

## Samenstelling
De regering-Demotte III telde zeven ministers: vijf voor de PS en twee voor het cdH.
| Ambtsbekleder                           | Ambtsbekleder                     | Ambtsbekleder               | Functie en bevoegdheden           | Functie en bevoegdheden | Termijn                           | Partij |
| --------------------------------------- | --------------------------------- | --------------------------- | --------------------------------- | --- | --------------------------------- | ------ |
|                                         |                                   | Rudy Demotte (1963)         | Minister-president / Minister     | (vanaf 3 december 2018 Gelijke Kansen en Vrouwenrechten)                                                                                             | 22 juli 2014 - 17 september 2019  | PS     |
|                                         |                                   | Joëlle Milquet (1961)       | Viceminister-president / Minister | Onderwijs, Kleine Kinderen, Kinderdagverblijven en Cultuur                                                                                           | 22 juli 2014 - 11 april 2016      | cdH    |
|                                         |                                   | Alda Greoli (1962)          | Viceminister-president / Minister | Cultuur en Kleine Kinderen | 11 april 2016 - 17 september 2019 | cdH    |
|                                         |                                   | Jean-Claude Marcourt (1956) | Minister                          | Hoger Onderwijs, Media en Wetenschappelijk Onderzoek (vanaf 3 december 2018 ook Onderwijs voor Sociale Promotie)                                     | 22 juli 2014 - 17 september 2019  | PS     |
|                                         |                                   | Rachid Madrane (1968)       | Minister                          | Jeugdzorg, Justitiehuizen en Promotie van Brussel, belast met het toezicht op de Franse Gemeenschapscommissie van het Brussels Hoofdstedelijk Gewest | 22 juli 2014 - 17 september 2019  | PS     |
| Sport (vanaf 3 december 2018 ook Jeugd) | 11 april 2016 - 17 september 2019 | Rachid Madrane (1968)       | Minister                          | |                                   | PS     |
|                                         |                                   | René Collin (1958)          | Minister                          | Sport | 22 juli 2014 - 11 april 2016      | cdH    |
|                                         |                                   | André Flahaut (1955)        | Minister                          | Begroting, Ambtenarenzaken en Administratieve Vereenvoudiging                                                                                        | 22 juli 2014 - 17 september 2019  | PS     |
|                                         |                                   | Isabelle Simonis (1967)     | Minister                          | Onderwijs voor Sociale Promotie, Jeugd, Gelijke Kansen en Vrouwenrechten                                                                             | 22 juli 2014 - 3 december 2018    | PS     |
|                                         |                                   | Marie-Martine Schyns (1977) | Minister                          | Leerplichtonderwijs | 11 april 2016 - 17 september 2019 | cdH    |

### Herschikkingen
- Op 11 april 2016 nam Joëlle Milquet (cdH) ontslag als viceminister-president en minister van Onderwijs, Kleine Kinderen, Kinderdagverblijven en Cultuur na ophef over de eventuele inzet van haar medewerkers in een kiescampagne. Ze werd op 16 april vervangen door Marie-Martine Schyns als minister van Leerplichtonderwijs en door Alda Greoli als minister van Cultuur en Kleine Kinderen. Greoli werd ook viceminister-president namens cdH. René Collin verdween uit de regering en hield enkel zijn gewestbevoegdheden. Rachid Madrane (PS) nam Collins bevoegdheid Sport over.[2]
- Op 3 december 2018 nam Isabelle Simonis (PS) ontslag als minister om burgemeester van Flémalle te worden. Haar bevoegdheden Gelijke Kansen en Vrouwenrechten worden overgenomen door minister-president Rudy Demotte, haar bevoegdheid Jeugd gaat naar Rachid Madrane en Jean-Claude Marcourt neemt de bevoegdheid Onderwijs voor Sociale Promotie over.
- Normaal ging Rachid Madrane (PS) eerder stoppen met zijn ministerfunctie om voorzitter van het Brusselse Parlement te worden. Maar dat vertrek zou de regering van de Franse Gemeenschap met een juridisch probleem confronteren. Er moet namelijk minstens één Brusselaar aanwezig zijn en toen was Madrane nog de enige Brusselaar. Hierdoor combineerde Madrane tijdelijk het mandaat van parlementsvoorzitter in Brussel met zijn post als ontslagnemend minister. Hij liet wel zijn verloning als minister vallen.[3]

Moureaux I · 
Monfils · 
Moureaux II · 
Féaux · 
Anselme · 
Onkelinx I · 
Onkelinx II · 
Hasquin ·
Arena ·
Demotte I ·
Demotte II ·
Demotte III ·
Jeholet ·
Degryse